# 5. alpinski polk
5. alpinski polk (izvirno italijansko 5° reggimento Alpini) je alpinski polk Italijanske kopenske vojske.

## Organizacija
1882
- Štab
- Alpinski bataljon Val Dora
- Alpinski bataljon Montenisio
- Alpinski bataljon Valtellina

1886
- Štab
- Alpinski bataljon Morbegno
- Alpinski bataljon Tirano
- Alpinski bataljon Edolo
- Alpinski bataljon Vestone

1915-1919
- Štab
- Alpinski bataljon Morbegno
- Alpinski bataljon Tirano
- Alpinski bataljon Edolo
- Alpinski bataljon Vestone
- Alpinski bataljon Val d'Intelvi
- Alpinski bataljon Monte Spluga
- Alpinski bataljon Monte Mandrone
- Alpinski bataljon Valtellina
- Alpinski bataljon Stelvio
- Alpinski bataljon Tonale
- Alpinski bataljon Val Camonica
- Alpinski bataljon Monte Adamello
- Alpinski bataljon Monte Ortler
- Alpinski bataljon Val Chiese
- Alpinski bataljon Monte Suello
- Alpinski bataljon Monte Cavento

1953
- Štab
- Alpinski bataljon Tirano
- Alpinski bataljon Edolo

1975
- Štab
- Alpinski bataljon Tirano
- Alpinski bataljon Edolo
- Alpinski bataljon Morbegno

Danes
- Štab

- Štabna in logistično-podporna četa
- Alpinski bataljona Morbegno

- 44. alpinska četa
- 45. alpinska četa
- 47. alpinska četa
- 107. minometna četa
- 262. protioklepna četa